# Un oscuro scrutare
Un oscuro scrutare (A Scanner Darkly, 1977) è un romanzo di fantascienza dello scrittore statunitense Philip K. Dick. È stato tradotto in italiano per la prima volta nel 1979 col titolo Scrutare nel buio.
A Scanner Darkly viene considerato uno dei più bei romanzi sulla tossicodipendenza mai scritti, e senz'altro uno dei capolavori dello scrittore californiano.
Dal romanzo è stato tratto un film con animazioni digitali dal titolo A Scanner Darkly - Un oscuro scrutare diretto da Richard Linklater, uscito negli Stati Uniti nel 2006.

## Trama
California, in un futuro non molto remoto. Tra i giovani circola una droga micidiale, nota come "Sostanza M" o "Sostanza Morte". Il protagonista è il tossicodipendente Bob Arctor, che vive alla giornata in una casa affollata insieme ad altri tossicodipendenti. Le giornate del gruppo di Bob trascorrono tra sballo, conversazioni sconclusionate, avventure tra il comico e il tragico.
Bob Arctor nasconde però un segreto: è un agente infiltrato della narcotici. Nella sua casa vi sono telecamere che riprendono tutto quel che avviene. Bob è il classico agente usato in operazioni sotto copertura, che riferisce ai suoi superiori nascosto da una tuta disindividuante (scramble suit nell'originale) che ne confonde i lineamenti e l'aspetto; questo per evitare che qualche talpa all'interno della polizia possa rivelare la sua vera identità alle organizzazioni di narcotrafficanti.
Bob quindi conduce una doppia vita: ogni tanto diventa l'agente di spionaggio Fred, spione e nemico di quelli che nella vita da tossico sono suoi amici. La situazione è complicata dal fatto che uno degli effetti collaterali della Sostanza M è la progressiva separazione dei due emisferi cerebrali, che porta gradualmente a una vera e propria schizofrenia. L'emisfero della razionalità e della logica diventa sempre più autonomo da quello dei sentimenti e dell'intuizione.
La vita di Bob/Fred va pian piano a pezzi, e con lui quella dei suoi amici/vittime tossicodipendenti, fino al tragico finale.

## Edizioni
- Philip K. Dick, A Scanner Darkly, Doubleday, 1977.
- Philip K. Dick, Scrutare nel buio, traduzione di Valerio Fissore e Sandro Pergameno, collana SF Narrativa d'Anticipazione n° 15, Editrice Nord, 1979, ISBN 88-429-0620-4.
- Philip K. Dick, Un oscuro scrutare, traduzione di Gabriele Frasca, collana Collezione Immaginario Dick, Fanucci, 2004,  p. 355, ISBN 88-347-0985-3.